# Płoskinia
Płoskinia (Duits: Plaßwich) is een dorp in het Poolse woiwodschap Ermland-Mazurië, in het district Braniewski. De plaats maakt deel uit van de gemeente Płoskinia en telt 460 inwoners.